# Карл Якоб Сундеваль
Карл Якоб Сундеваль (швед. Carl Jakob Sundevall) (22 жовтня 1801 — 2 лютого 1875) — шведський зоолог.

## Біографія
Сундеваль навчався в Університеті Лунда, де він став доктором філософії в 1823 році. Після подорожі до Східної Азії, він вивчав медицину, яку закінчив як доктор медицини в 1830 році. Він був найнятий в Шведського музею природної історії, Стокгольмі з 1833, і був професором і хранителем відділу хребетних з 1839 по 1871 рік.

## Описані таксони
Anthus brachyurus, Anthus caffer, Anthus lineiventris, Aquila wahlbergi, Bradypterus sylvaticus, Bradypterus victorini, Canis adustus, Eremomela scotops, Eremomela usticollis, Estrilda rhodopyga, Euphonia xanthogaster, Gallinula angulata, Hirundo atrocaerulea, Meriones crassus, Myodes rufocanus, Picumnus nebulosus, Phylloscopus trochiloides, Spheniscus mendiculus та ін.

## Таксони, названі на його честь
Butorides sundevalli, Hemichloea sundevalli, Maso sundevalli, Nicylla sundevalli, Phacochoerus africanus sundevallii, Philantomba monticola sundevalli